# 職業訓練指導員 (プレハブ建築科)
職業訓練指導員 (プレハブ建築科)（しょくぎょうくんれんしどういん プレハブけんちくか）は、職業訓練指導員免許のうちの1つ。厚生労働省管轄。

## 受験資格
職業訓練指導員免許の受験資格と試験免除を参照。
プレハブ建築科においては、一級又は二級建築士の保有者は実務経験不要。さらに一級建築士の保有者は、「系基礎学科」、「専攻学科」の各試験が免除され、「指導方法」の学科試験と「実技」のみでよい。

## 試験科目

### 学科試験
1. 指導方法（職業訓練原理、教科指導法、訓練生の心理、生活指導及び職業訓練関係法規）
2. 関連学科
  1. 系基礎学科
    1. 建築工学（構造力学　建築構造　建築施工　測量　建築製図　関係法規）
    2. 安全衛生（安全管理　衛生管理）

  2. 専攻学科
    1. 施工法（プレハブ構法　プレハブ建築施工法　建設工事　プレハブ部材工作法　仕様及び積算）
    2. 材料（プレハブ建築用材料）

### 実技試験
1. プレハブ建築